# Lista monumentelor ocrotite de stat din raionul Ialoveni
Lista monumentelor din raionul Ialoveni cuprinde monumentele patrimoniului cultural din raionul Ialoveni înscrise în Registrul monumentelor Republicii Moldova ocrotite de stat.
Registrul monumentelor Republicii Moldova ocrotite de stat a fost aprobat prin Hotărârea Parlamentului nr. 1531-XII împreună cu Legea nr. 1530-XII privind ocrotirea monumentelor RM din 22 iunie 1993. În Monitorul Oficial nr. 1 din 1994 a fost publicată doar Legea, fără a include însă și Registrul, care a fost publicat mult mai târziu, la 2 februarie 2010. A nu se confunda cu Registrul arheologic național sau cel al monumentelor de for public, care sunt liste diferite ce vizează doar anumite compartimente ale patrimoniului cultural, întocmite în baza unor legi separate.
Lista completă este menținută și actualizată periodic de către Ministerul Culturii din Republica Moldova, dar înainte ca modificările să intre în vigoare acestea trebuie să fie aprobate de către Parlament. Această listă este menită să cuprindă și actualizările ulterioare.
| Nr. | Localizare                                                                | Denumire                                                                                                   | Datare             | Tip   | Însemnătate | Imagine                 | Erori             |
| --- | ------------------------------------------------------------------------- | --- | ------------------ | ----- | ----------- | ----------------------- | ----------------- |
| 666 | Ialoveni 46°56′26″N 28°47′09″E / 46.940551020912°N 28.785801803187°E      | Biserica „Sf. Cuvioasă Paraschiva”                                                                         | 1897               | At    | N           | galerie \| Încarcă foto | Raportează eroare |
| 667 | Ialoveni 46°56′47″N 28°46′32″E / 46.946526552354°N 28.775437253281°E      | Monument în memoria consătenilor căzuți în 1941-1945                                                       |                    | Is    | L           | galerie \| Încarcă foto | Raportează eroare |
| 674 | Bardar 46°54′02″N 28°39′47″E / 46.900475170079°N 28.662920191958°E        | Biserica „Sf. Nicolae”                                                                                     | 1879               | At    | N           | galerie \| Încarcă foto | Raportează eroare |
| 675 | Bardar 46°54′09″N 28°40′11″E / 46.90238322736°N 28.669733462579°E         | Clădirea școlii primare                                                                                    | anii 1930          | Is At | N           | galerie \| Încarcă foto | Raportează eroare |
| 676 | Bardar 46°54′08″N 28°40′08″E / 46.902262303046°N 28.66896540084°E         | Monument în memoria consătenilor căzuți în război (1914-1918)                                              |                    | Is    | N           | galerie \| Încarcă foto | Raportează eroare |
| 677 | Bardar 46°54′24″N 28°40′28″E / 46.906552264098°N 28.674315111151°E        | Monument la mormântul comun al ostașilor căzuți (18) în 1944                                               |                    | Is    | L           | galerie \| Încarcă foto | Raportează eroare |
| 684 | Băcioi 46°54′38″N 28°53′25″E / 46.910668014731°N 28.89034958249°E         | Monument în memoria consătenilor căzuți în 1941-1945                                                       |                    | Is    | L           | galerie \| Încarcă foto | Raportează eroare |
| 685 | Băcioi                                                                    | Monument în memoria victimelor terorii staliniste și a foametei din 1946-1948                              | 1992               | Is Ar | L           | Încarcă foto            | Raportează eroare |
| 686 | Băcioi 46°54′43″N 28°53′00″E / 46.911940037836°N 28.883421413242°E        | Mormântul comun al ostașilor căzuți în 1944                                                                |                    | Is    | L           | galerie \| Încarcă foto | Raportează eroare |
| 694 | Costești 46°51′52″N 28°45′40″E / 46.864367360672°N 28.761104269646°E      | Biserica „Sf. Nicolae”                                                                                     | 1909               | At    | N           | galerie \| Încarcă foto | Raportează eroare |
| 696 | Costești 46°52′07″N 28°45′55″E / 46.868563176649°N 28.765221202638°E      | Clădirea fostei școli muzicale                                                                             | 1933               | Is    | N           | galerie \| Încarcă foto | Raportează eroare |
| 697 | Costești 46°51′58″N 28°46′14″E / 46.866237091144°N 28.770580414517°E      | Monument la mormântul comun al ostașilor căzuți (5) în 1944                                                |                    | Is    | L           | galerie \| Încarcă foto | Raportează eroare |
| 704 | Dănceni                                                                   | Biserica „Intrarea în templu a Maicii Domnului”                                                            | 1878               | At    | N           | Încarcă foto            | Raportează eroare |
| 709 | Hansca 46°49′53″N 28°45′19″E / 46.831257924399°N 28.755287330723°E        | Biserica „Sf. Împărați Constantin și Elena”                                                                | 1911               | At    | N           | galerie \| Încarcă foto | Raportează eroare |
| 715 | Hansca                                                                    | Sculptură populară. La cimitir                                                                             |                    | Ap    | L           | galerie \| Încarcă foto | Raportează eroare |
| 727 | Horești 46°49′33″N 28°52′04″E / 46.825701724138°N 28.867740783276°E       | Biserica „Sf. Nicolae”                                                                                     | 1865               | At    | N           | galerie \| Încarcă foto | Raportează eroare |
| 734 | Horodca                                                                   | Monument consătenilor căzuți în 1941-1945                                                                  |                    | Is    | L           | Încarcă foto            | Raportează eroare |
| 735 | Malcoci 47°01′37″N 28°37′53″E / 47.027000438388°N 28.631256783753°E       | Biserica „Sf. Arhangheli” cu pictură murală                                                                | 1913               | At Ar | N           | galerie \| Încarcă foto | Raportează eroare |
| 736 | Malcoci 47°01′37″N 28°37′59″E / 47.026979764202°N 28.633191786508°E       | Monument în memoria consătenilor căzuți în 1941-1945                                                       |                    | Is    | L           | galerie \| Încarcă foto | Raportează eroare |
| 737 | Mileștii Mici 46°54′06″N 28°48′06″E / 46.90159457856°N 28.801552695874°E  | Biserica „Sf. Nicolae”                                                                                     | 1870               | At    | N           | galerie \| Încarcă foto | Raportează eroare |
| 738 | Mileștii Mici 46°55′14″N 28°49′13″E / 46.920579845482°N 28.820331978942°E | Complex subteran pentru păstrarea vinului                                                                  |                    | Is At | N           | galerie \| Încarcă foto | Raportează eroare |
| 739 | Mileștii Mici 46°54′17″N 28°47′48″E / 46.904766280763°N 28.796548646079°E | Moară de vânt                                                                                              | înc. sec. XX       | Is Ap | N           | galerie \| Încarcă foto | Raportează eroare |
| 740 | Mileștii Mici                                                             | Mormântul victimei fascismului                                                                             | 1941               | Is    | L           | Încarcă foto            | Raportează eroare |
| 741 | Mileștii Mici 46°54′11″N 28°48′06″E / 46.902990483645°N 28.801579161984°E | Sculptură populară. La cimitir                                                                             |                    | Ar    | N           | galerie \| Încarcă foto | Raportează eroare |
| 747 | Molești                                                                   | Clădirea fostei mori cu aburi                                                                              | înc. sec. XX       | Is    | L           | Încarcă foto            | Raportează eroare |
| 748 | Molești                                                                   | Beci „turcesc”                                                                                             | sec. XIX           | Is    | L           | Încarcă foto            | Raportează eroare |
| 749 | Molești 46°47′27″N 28°46′50″E / 46.790826753545°N 28.780599731268°E       | Biserica „Sf. Nicolae”                                                                                     | 1894               | At    | N           | galerie \| Încarcă foto | Raportează eroare |
| 750 | Molești 46°47′07″N 28°46′45″E / 46.785324°N 28.779245°E                   | Monument la mormântul comun al ostașilor căzuți (6) în 1944                                                |                    | Is    | L           | galerie \| Încarcă foto | Raportează eroare |
| 753 | Nimoreni 47°00′36″N 28°39′57″E / 47.010120311914°N 28.665845035476°E      | Biserica „Sf. Arhangheli Mihail și Gavriil”                                                                | 1916               | At    | N           | galerie \| Încarcă foto | Raportează eroare |
| 754 | Nimoreni 47°00′35″N 28°39′53″E / 47.00969001649°N 28.664647187696°E       | Monumente-troițe în memoria consătenilor căzuți în 1914-1918                                               |                    | Is Ar | L           | galerie \| Încarcă foto | Raportează eroare |
| 755 | Pojăreni 46°53′01″N 28°41′31″E / 46.883530587344°N 28.692046669208°E      | Biserica „Sf. Nicolae”                                                                                     | 1879               | At    | N           | galerie \| Încarcă foto | Raportează eroare |
| 757 | Puhoi 46°49′27″N 29°02′22″E / 46.824043260327°N 29.039464462431°E         | Biserica „Sf. Nicolae”                                                                                     | 1833               | At    | N           | galerie \| Încarcă foto | Raportează eroare |
| 758 | Puhoi 46°49′23″N 29°02′12″E / 46.823085538708°N 29.036731302479°E         | Monument la mormântul comun al ostașilor căzuți (5) în 1944 și în memoria consătenilor căzuți în 1941-1945 |                    | Is    | L           | galerie \| Încarcă foto | Raportează eroare |
| 764 | Ruseștii Noi 46°55′30″N 28°39′05″E / 46.924972889556°N 28.651326923942°E  | Biserica „Sf. Arhangheli Mihail și Gavriil”                                                                | 1890               | At Ar | N           | galerie \| Încarcă foto | Raportează eroare |
| 766 | Sociteni 46°56′31″N 28°43′26″E / 46.941867738077°N 28.723771684963°E      | Biserica „Sf. Arhangheli Mihail și Gavriil”                                                                | 1870               | At    | N           | galerie \| Încarcă foto | Raportează eroare |
| 774 | Suruceni 46°58′14″N 28°39′56″E / 46.970571°N 28.665449°E                  | Complex edilitar al mănăstirii „Sf. Gheorghe”                                                              | 1785 – înc. sec XX | Is At | N           | galerie \| Încarcă foto | Raportează eroare |
| 775 | Suruceni 46°59′05″N 28°40′30″E / 46.984779896335°N 28.675073624942°E      | Monument la mormântul ostașului căzut în 1944 și în memoria consătenilor căzuți în 1941-1945               |                    | Is    | N           | galerie \| Încarcă foto | Raportează eroare |
| 776 | Suruceni                                                                  | Monument funerar arheologului I. C. Suruceanu (1851-1897). La mănăstire                                    |                    | Is Ar | N           | galerie \| Încarcă foto | Raportează eroare |
| 777 | Țipala 46°49′42″N 28°58′25″E / 46.828230847094°N 28.97373698643°E         | Biserica „Sf. Arhangheli Mihail și Gavriil”                                                                | 1922               | At    | N           | galerie \| Încarcă foto | Raportează eroare |
| 778 | Țipala                                                                    | Monument în memoria consătenilor căzuți în 1914-1918                                                       |                    | Is Ar | N           | Încarcă foto            | Raportează eroare |
| 779 | Țipala 46°49′41″N 28°58′27″E / 46.828010392056°N 28.974210606376°E        | Monument în memoria consătenilor căzuți în 1941-1945                                                       |                    | Is Ar | N           | galerie \| Încarcă foto | Raportează eroare |
| 788 | Ulmu 47°01′13″N 28°32′56″E / 47.020303347533°N 28.548815673097°E          | Biserica „Intrarea în templu a Maicii Domnului”                                                            | 1881               | At    | N           | galerie \| Încarcă foto | Raportează eroare |
| 789 | Ulmu                                                                      | Monument în memoria consătenilor căzuți în 1941-1945                                                       |                    | Is    | N           | Încarcă foto            | Raportează eroare |
| 790 | Ulmu                                                                      | Mormântul ostașului căzut în 1944                                                                          |                    | Is    | L           | Încarcă foto            | Raportează eroare |
| 796 | Văsieni 46°58′21″N 28°34′51″E / 46.972541851998°N 28.580863081551°E       | Biserica „Sf. Arhangheli Mihail și Gavriil”                                                                | 1913               | At Ar | N           | galerie \| Încarcă foto | Raportează eroare |
| 797 | Văsieni                                                                   | Casă și groapă de vin                                                                                      | înc. sec. XX       | Ap    | L           | Încarcă foto            | Raportează eroare |
| 798 | Văsieni                                                                   | Mormântul lui N. N. Plămădeală, participant la răscoala de pe crucișătorul „Potiomkin”                     |                    | Is    | L           | Încarcă foto            | Raportează eroare |
| 801 | Zîmbreni 46°50′18″N 28°50′53″E / 46.83834643215°N 28.847917093594°E       | Biserica „Înălțarea Domnului”                                                                              | 1829               | At    | N           | Încarcă foto            | Raportează eroare |